# 无乜礁
无乜礁，越南称仙女岩（越南语：／），西方文献称为Tennent Reef（滕嫩特暗礁，其中滕嫩特為姓氏）或Pigeon Reef（鳩鴿暗礁），中国渔民俗称无乜线，是一座位于南中国海南沙群岛中的环礁，位于榆亚暗沙北部，东南距司令礁约40海里，面積約為3.4平方公里。“無乜”即粵語“沒什麼”、“什麼都沒有”的意思。
现为越南实际控制極東領土，中国称对其拥有主权。隶属于越南交通部的一家公司在岛上建有并运营一座灯塔。